# 권구
권구는 대한민국의 가수다. 2015년 싱글 《그 은혜 내게 충분해》로 데뷔했다.

## 방송
- 제23회 CBS 크리스천 뮤직 페스티벌 (2012) - 은상

## 음반
- 제23회 CBS 크리스천 뮤직페스티벌 (23rd CBS Christian Music Festival) (2013)
- 그 은혜 내게 충분해 (Digital Single) (2015)
- 결혼식 축가 (2015)
- 오직 주님만 (2015)
- 전능자의 그늘 아래 (2015)
- 내가 그리스도와 함께 (2017)